# Rijksbeschermd gezicht Arnhem - Spijkerkwartier / Boulevardkwartier
Gezicht Arnhem - Spijkerkwartier / Boulevardkwartier is een van rijkswege beschermd stadsgezicht in de wijk Spijkerkwartier in Arnhem in de Nederlandse provincie Gelderland. De procedure voor aanwijzing werd gestart op 26 januari 2005. Het gebied werd op 5 december 2007 definitief aangewezen. Het beschermd gezicht beslaat een oppervlakte van 34,7 hectare.
Panden die binnen een beschermd gezicht vallen krijgen niet automatisch de status van beschermd monument. Wel zal de gemeente het bestemmingsplan aanpassen om nieuwe ontwikkelingen in het gebied te reguleren. De gezichtsbescherming richt zich op de stedenbouwkundige en cultuurhistorische waardering van een gebied en wil het toekomstig functioneren daarvan veiligstellen.